# Mistrzostwa Świata w Hokeju na Lodzie 2013
Mistrzostwa Świata w Hokeju na Lodzie 2013 – 77. edycja mistrzostw świata organizowane przez IIHF, która odbyła się po raz jedenasty w Szwecji i po raz ósmy w Finlandii. Turniej Elity odbył się w dniach 3-19 maja, a miastami goszczącymi najlepsze drużyny świata były Sztokholm i Helsinki (w ramach dwuletniej umowy w 2012 roku miejscem półfinałów i meczów o medale były Helsinki, zaś w 2013 roku odwrotnie - Sztokholm).
Czas i miejsce rozgrywania pozostałych turniejów:
- Dywizja I Grupa A: 14-20 kwietnia, Budapeszt (Węgry)
- Dywizja I Grupa B: 14-20 kwietnia, Donieck (Ukraina)
- Dywizja II Grupa A: 14-20 kwietnia, Zagrzeb (Chorwacja)
- Dywizja II Grupa B: 21-27 kwietnia, Izmit (Turcja)
- Dywizja III: 15-21 kwietnia, Kapsztad (Republika Południowej Afryki)
- Kwalifikacje do Dywizji III: 14-17 kwietnia, Abu Zabi (Zjednoczone Emiraty Arabskie)

## Elita
| Msc. | Reprezentacja     |
| ---- | ----------------- |
|      | Szwecja           |
|      | Szwajcaria        |
|      | Stany Zjednoczone |
| 4    | Finlandia         |
| 5    | Kanada            |
| 6    | Rosja             |
| 7    | Czechy            |
| 8    | Słowacja          |
| 9    | Niemcy            |
| 10   | Norwegia          |
| 11   | Łotwa             |
| 12   | Dania             |
| 13   | Francja           |
| 14   | Białoruś          |
| 15   | Austria           |
| 16   | Słowenia          |

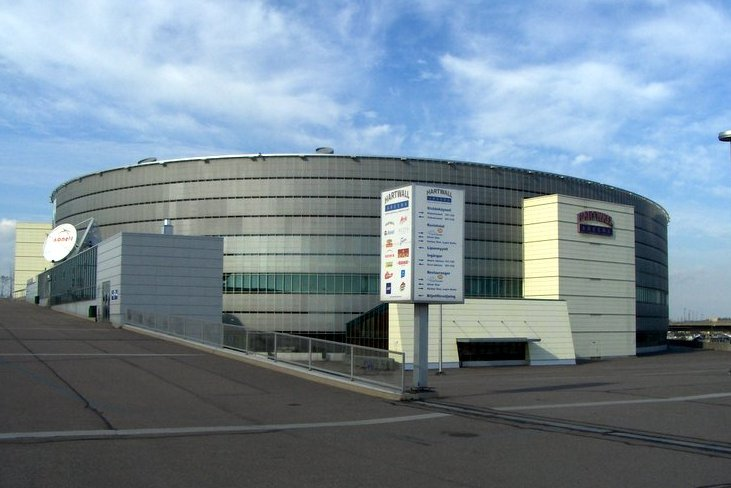
Hartwall Areena

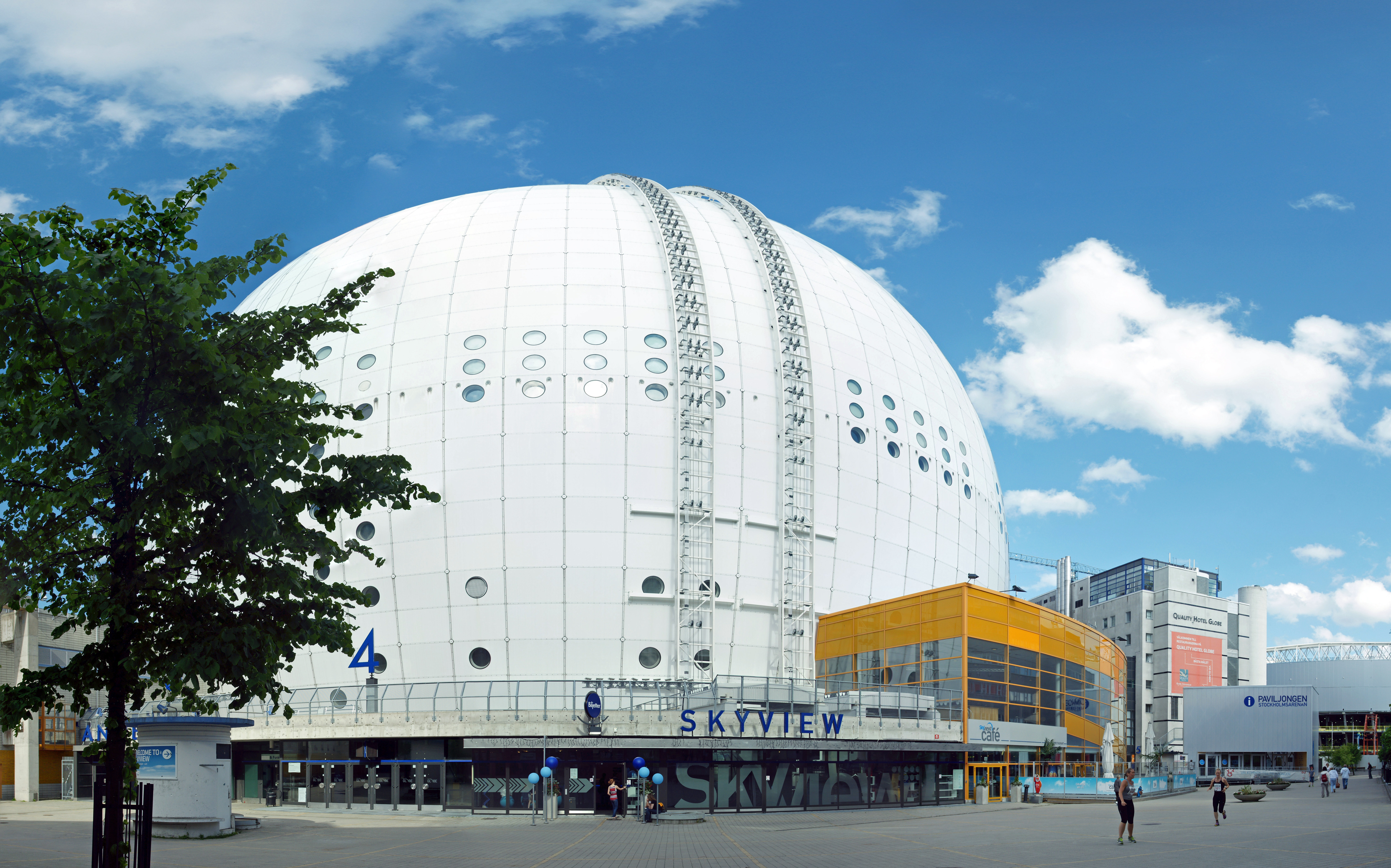
Ericsson Globe

W tej części mistrzostw uczestniczyło 16 najlepszych reprezentacji na świecie. System rozgrywania meczów był inny niż w niższych dywizjach. Najpierw wszystkie drużyny uczestniczyły w fazie grupowej, w której były podzielone w dwóch 8-zespołowych grupach. Cztery czołowe drużyny z każdej grupy automatycznie zakwalifikowały się do fazy pucharowej ukierunkowanej na wyłonienie mistrza świata. Ostatnie zespoły z obu grup zostały zdegradowane do Dywizji I. Mecze zostały rozegrane w Finlandii (po raz ósmy w historii) i Szwecji (po raz jedenasty). W obu krajach i jednakowych miastach odbyły się MŚ 2012, jednak z odwrotnej kolejności rozgrywania decydujących meczów o medale.
Pierwotnie planowano organizację jednego spotkania na nowo powstałym stadionie Stockholmsarenan, lecz z powodu opóźnienia w budowie i oddaniu do użytku budynku po mistrzostwach postanowiono, iż turnieju zorganizowany zostanie w tych samych halach co rok wcześniej.
O organizację mistrzostw świata elity w 2013 ubiegało się pięć państw. 21 września 2007 na kongresie w Vancouver gospodarzem mistrzostw wybrano Szwecję. Ta kandydatura uzyskała 70 głosów, o 55 więcej od drugiej Białorusi - 15 głosów. Swoją kandydaturę wycofała Łotwa, która poparła Szwecję. Na kongresie w Bernie w 2009 ogłoszono, iż Finlandia (gospodarz mistrzostw w 2012) zorganizuje turniej wspólnie ze Szwecją zarówno w 2012, jak i w 2013.
| Kandydat | Liczba głosów |
| -------- | ------------- |
| Szwecja  | 70            |
| Białoruś | 15            |
| Węgry    | 8             |
| Czechy   | 3             |

## Pierwsza dywizja
Grupa A
| Lp. | Drużyna          |
| --- | ---------------- |
| 1   | Kazachstan       |
| 2   | Włochy           |
| 3   | Węgry            |
| 4   | Japonia          |
| 5   | Korea Południowa |
| 6   | Wielka Brytania  |

Grupa B
| Lp. | Drużyna  |
| --- | -------- |
| 1   | Ukraina  |
| 2   | Polska   |
| 3   | Holandia |
| 4   | Rumunia  |
| 5   | Litwa    |
| 6   | Estonia  |

W odróżnieniu do poprzednich edycji Mistrzostw Świata grupy A i B ujęte w Dywizji I nie stanowiły równorzędnych poziomów rozgrywek, z których dotąd zwycięskie reprezentacje awansowały do Elity. Od 2012 Grupa A Dywizji I była drugą klasą mistrzowską, z której dwie pierwsze drużyny uzyskują awans do Elity, a ostatni zespół jest degradowany do Grupy B Dywizji I. Grupa B Dywizji I stanowi trzecią klasę mistrzowską. Jej zwycięzca awansuje do Dywizji I Grupy A, zaś ostatnia drużyny spada do Dywizji II Grupy A.
Turnieje I Dywizji zostały rozegrane:

Grupa A – Budapeszt (Węgry)

Grupa B – Donieck (Ukraina)

## Druga dywizja
Grupa A
| Lp. | Drużyna   |
| --- | --------- |
| 1   | Chorwacja |
| 2   | Belgia    |
| 3   | Islandia  |
| 4   | Australia |
| 5   | Serbia    |
| 6   | Hiszpania |

Grupa B
| Lp. | Drużyna       |
| --- | ------------- |
| 1   | Izrael        |
| 2   | Nowa Zelandia |
| 3   | Meksyk        |
| 4   | Chiny         |
| 5   | Turcja        |
| 6   | Bułgaria      |

W odróżnieniu do poprzednich edycji Mistrzostw Świata grupy A i B ujęte w Dywizji II nie stanowiły równorzędnych poziomów rozgrywek, z których dotąd zwycięskie reprezentacje awansowały do Dywizji I. Od 2012 Grupa A Dywizji II była czwartą klasą mistrzowską, z której pierwsza drużyna uzyskuje awans do Dywizji I Grupy B, a ostatni zespół jest degradowany do Dywizji II Grupy B. Grupa B Dywizji II stanowi piątą klasę mistrzowską. Jej zwycięzca awansuje do Dywizji II Grupy A, zaś ostatnia drużyny spada do Dywizji III.
Turnieje II Dywizji zostaną rozegrane:

Grupa A – Zagrzeb (Chorwacja)

Grupa B – Izmit (Turcja)

## Trzecia dywizja
| Lp. | Drużyna        |
| --- | -------------- |
| 1   | RPA            |
| 2   | Korea Północna |
| 3   | Luksemburg     |
| 4   | Irlandia       |
| 5   | Grecja         |
| 6   | ZEA            |

| Lp. | Drużyna  |
| --- | -------- |
| 1   | ZEA      |
| 2   | Grecja   |
| 3   | Mongolia |
| 4   | Gruzja   |

III Dywizja stanowi szóstą klasę mistrzowską, uczestniczyło w niej 6 zespołów. Zwycięzca awansuje do Dywizji II Grupy B.
Gospodarzem turnieju będzie miasto Kapsztad w Republice Południowej Afryki.